# Dichagyris forficula
Dichagyris forficula là một loài bướm đêm trong họ Noctuidae.